# Campylaspis antarctica
Campylaspis antarctica är en kräftdjursart som beskrevs av William Thomas Calman 1907. Campylaspis antarctica ingår i släktet Campylaspis och familjen Nannastacidae. Inga underarter finns listade i Catalogue of Life.